# Матеевич, Алексей Михайлович
Алексе́й Миха́йлович Матее́вич (рум. Alexei Mateevici, наст. фамилия Матвеевич; 15 [27] августа 1888, с. Кайнары, Бендерский уезд, Бессарабская губерния — 11 [24] августа 1917, Кишинёв) — российский священник, поэт и переводчик, автор стихотворения «Наш язык», ставшего гимном Молдавии. Военный священник Русской императорской армии.

## Биография
Наш язык, наш клад нетленный

От безверия укрытый,

Свет жемчужин драгоценных,

Над отчизною разлитый.
Алексей Матеевич родился 27 марта 1888 в бессарабском селе Кайнары (ныне город в Каушанском районе Молдавии) в семье священника Михаила Матеевича и его жены Надежды. Вскоре семья переехала в село Заим. В 1897—1902 годах Матеевич учился в Кишинёвском духовном училище, а в 1902—1910 годах — в духовной семинарии. В 1906 году он опубликовал в газете «Бессарабия» очерк «Осень» и статьи «Что нам нужно?» и «Борьба молдаван за свои права». В 1907 году в «Бессарабии» было опубликовано стихотворение «Дорул» («Желание») за подписью «Ал. М.» с примечанием, что оно из устного народного творчества Бессарабии. Скорее всего это была литературная обработка народной песни. Вскоре в рубрике «Лира Бессарабии» под псевдонимом Ал. Матвееску было напечатано стихотворение «Кынтекул зорилор» («Песнь зари») с пометкой «Кишинёв, 5 февраля 1907 г.». 14 февраля было опубликовано стихотворение «Цэраний» («Крестьяне»), а 25 февраля «Еу кынт» («Я славлю»). Вскоре газета «Бессарабия» была закрыта по политическим причинам, и Матеевич несколько лет нигде не публиковался.
В 1910—1914 годах Матеевич учился в Киевской духовной академии. Во время учёбы он перевёл на молдавский стихотворения «Молитва» и «Когда волнуется желтеющая нива» Лермонтова, «Воспоминание» Пушкина, «Вечер» Никитина, «К детям» Хомякова и другие, а также поэму А. К. Толстого «Иоанн Дамаскин». В 1914 году Матеевич женился на Феодосии Борисовне Новицкой, вернулся в Кишинёв и стал преподавателем греческого языка Кишинёвской духовной семинарии. В 1915 году он перевёл поэму С. Надсона «Христианка».
Наш язык — узор прекрасный,

Кодры, шорох листопада.

Плёс Днестра, в котором ясно

Догорают звёзд лампады.
Матеевич является автором статей «Моменты церковного влияния на происхождение и историческое развитие молдавского языка», «Религиозные мотивы в поверьях и обрядах бессарабских молдаван», «Молдавские похоронные причитания», «Очерк молдавских религиозно-бытовых традиций», «Мысли Л. Н. Толстого о религии и их оценка» и работ «Молдавские празднования от пасхи до пятидесятницы», «Великие и малые праздники у молдаван», «Христианство в Бессарабии», исследования «Молдавское церковно-богослужебное книгопечатание в основных моментах его истории».
11 сентября 1915 года Матеевич был мобилизован в качестве военного священника и отправлен на Галицкий фронт, а спустя некоторое время переведён на Румынский фронт. Матеевич участвовал в съезде молдавских учителей, состоявшемся 25—27 мая 1917 года в Кишинёве. В июне 1917 года он написал знаменитое стихотворение «Лимба ноастрэ» («Наш язык»). 17 июня стихотворение было завершено, на следующий день оно было прочитано автором при открытии в Кишинёве курсов молдавских учителей. Стихотворение печаталось также в журнале «Кувынт молдовенеск» (1917, № 49, 21 июня, с. 2) — бесплатном приложении к одноимённой газете, в журнале «Шкоала молдовеняскэ» (1917, № 2—4, июль-сентябрь, с. 94).
Вскоре, вернувшись на фронт, Матеевич заразился сыпным тифом и был госпитализирован в 1-ю кишинёвскую больницу, где и скончался 13 (24) августа 1917 года.
Похоронен на Центральном (Армянском) кладбище в Кишинёве.

## Публикации
Первое отдельное издание стихотворений Матеевича вышло в Бухаресте в 1926 году. Через 10 лет сборник был переиздан там же. Ещё через год в Кишинёве были опубликованы отдельной книгой его переводы из русской поэзии XIX века. Тогда же вышли отдельные издания переводов «Грешницы» и «Иоанна Дамаскина» А. К. Толстого и «Христианки» С. Надсона. В 1954 году в Молдавии вышел сборник Матеевича «Опере алесе» («Избранные произведения»). Он трижды переиздавался в 1966, 1971 и 1977 годах.

## Память
- Именем Матеевича названа улица в Кишинёве, на Центральном (Армянском) кладбище в Кишинёве на могиле Матеевича установлен бюст работы Александра Плэмэдялэ.
- На здании бывшей духовной семинарии установлена мемориальная доска.
- В 1990 году в Аллее Классиков был установлен бюст Матеевича работы скульптора Дмитрия Русу-Скворцова.
- В Молдове были выпущены почтовые марки, посвящённые Матеевичу.

## Галерея

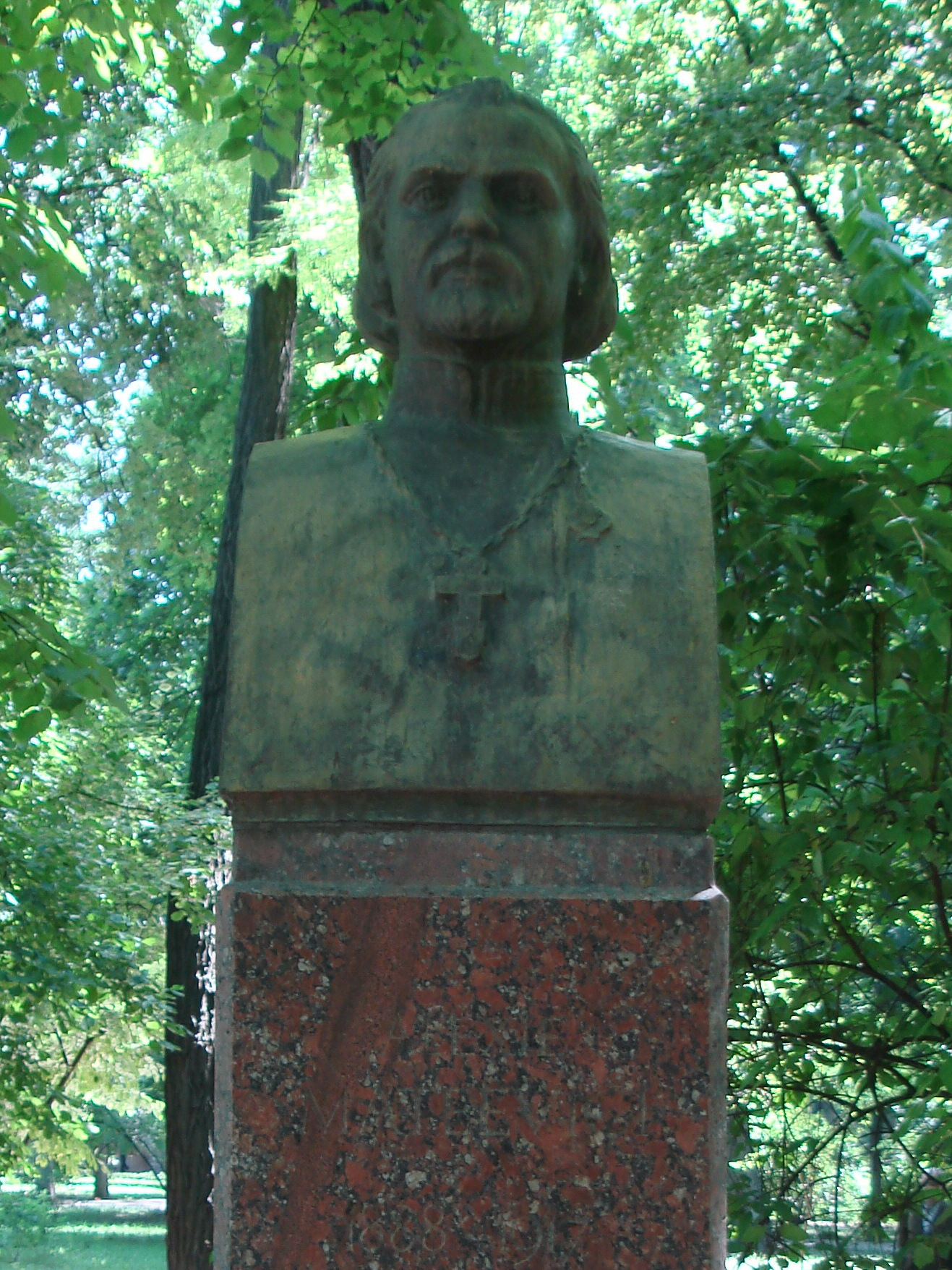
Бюст в Аллее Классиков
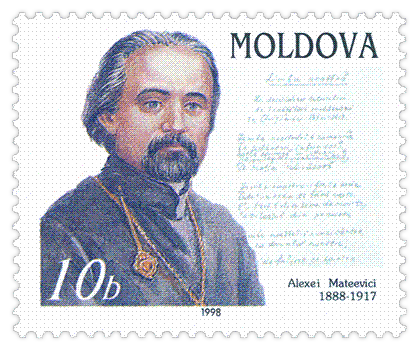
Почтовая марка Молдовы, 1998 год
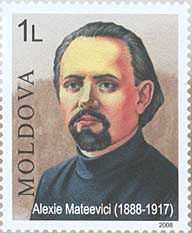
Почтовая марка Молдовы, 2008 год
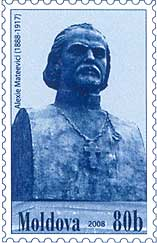
Почтовая марка Молдовы, 2008 год